# Доктрина Брежнєва
Доктри́на Бре́жнєва, також концепція обмеженого суверенітету — доктрина або точніше принцип зовнішньої політики Радянського Союзу щодо східноєвропейських країн, які входили у «радянську зону впливу» після закінчення Другої світової війни та за результатами Ялтинської та Потсдамської конференцій 1945 року. Вона стверджувала виключне право СРСР на втручання у внутрішні справи країн східного блоку, включно з використанням військової сили, для запобігання будь-яких політичних змін у цих країнах. У такий спосіб ця доктрина ігнорувала, не визнавала державний суверенітет цих країн та суперечила Статуту Організації Об'єднаних Націй. Прокламувалася та застосовувалась під демагогічними пропагандистськими гаслами про «необхідність захисту завоювань соціалізму від агресивних підступів Заходу та НАТО» та «захисту світової соціалістичної системи».

## Формулювання принципів
Доктрина отримала назву постфактум — після вторгнення радянських військ у Чехословацьку Соціалістичну Республіку в серпні 1968 року, але як така в Радянському Союзі ніколи офіційно ні сформульована, ні проголошена не була. Дефініцію цій доктринальній політичній практиці СРСР надали західні політологи, на що в Москві висловили обурення і назвали самий термін «антирадянським наклепом».

Фактично принципи цієї доктрини проголосив 23 серпня 1968 р. Л. І. Брежнєв під час збройного придушення «Празької весни» привезеним силоміць у Москву практично як заручник державним керівникам Чехословацької Соціалістичної Республіки: 
Ви робите те, що вам заманеться, не звертаючи уваги на те, подобається нам це чи ні. Нас це не влаштовує. Чехословаччина лежить у межах тих територій, які в роки війни звільнив радянський солдат. Межі цих територій — це наші кордони. І так буде завжди. 

Східний блок

Місяцем пізніше ця доктрина в іншій формі була описана в статті «Суверенітет і міжнародні обов'язки соціалістичних країн» авторства С. Ковальова в газеті «Правда» за 26 вересня 1968 року. Згодом Леонід Брежнєв повторив її у своїй промові на п'ятому з'їзді Польської об'єднаної робітничої партії (ПОРП) 13 листопада 1968, в якій, між іншим, заявив:
…коли внутрішні і зовнішні сили, ворожі соціалізму, намагаються повернути розвиток будь-якої соціалістичної країни в напрямку реставрації капіталістичних порядків, коли виникає загроза справі соціалізму в цій країні, загроза безпеці соціалістичної співдружності загалом — це вже стає не тільки проблемою народу даної країни, але і спільною проблемою, турботою всіх соціалістичних країн.
Доктрину проголосили щоби виправдати радянське вторгнення в Чехословацьку Соціалістичну Республіку у серпні 1968 року, яке поклало край Празькій весні та інші військові інтервенції, які відбувались раніше, зокрема, вторгнення в Угорську Народну Республіку у 1956 році. Ці заходи повинні були покласти край спробам лібералізації та повстань, які виставлялись як компроміс для радянської гегемонії у Східному блоці, яку радянська сторона розглядала як важливу оборону і стратегічний буфер та плацдарм для можливих наступальних бойових дій.
На практиці доктрина дозволила комуністичним партіям країн-сателітів отримати обмежену незалежність. Однак, жодній країні не дозволялося порушувати єдність Східного блоку за будь-яких обставин. Іншими словами, жодна країна не мала права виходити з Організації Варшавського договору або порушувати право комуністичної партії на монополію політичної влади. За основу доктрини взято власне право трактування керівництвом Радянського Союзу понять «соціалізм» та «капіталізм». Після проголошення доктрини Брежнєва між СРСР та країнами-сателітами були підписані численні договори, що закріпили пункти цієї доктрини та забезпечили співробітництво між державами. Принципи доктрини були настільки широкими, що СРСР використав її, щоби виправдати своє втручання в країну, яка не була членом Організації Варшавського договору — Афганістан у 1979 році.

## Винятки
- Албанський диктатор Енвер Ходжа на знак протесту проти вторгнення в Чехословацьку Соціалістичну Республіку ухвалив рішення про вихід Народної Республіки Албанії з Варшавського пакту. Це йому вдалося: СРСР не направив до Народної Республіки Албанія свої танки, оскільки Албанія була відокремлена від СРСР і його союзників територією неприєднаної Соціалістичної Федеративної Республіки Югославія.

- Певне свавілля виявляв також глава Румунії Ніколае Чаушеску, який відмовився брати участь в військовій операції проти Чехословаччини та у бойкоті Олімпіади 1984 року в Лос-Анджелесі, а на початку 1970-х років розгорнув в Румунії масову підготовку резервістів для партизанського руху в разі іноземної окупації, не уточнюючи при цьому, в кому бачить загрозу. Певну роль у відмові Брежнєва застосувати сили проти Румунії зіграло і те, що Чаушеску і Ходжа були комуністичними догматиками і до лібералізації або зближення з Заходом не прагнули.[1]

- Доктрина Брежнєва не спрацювала під час Польської кризи 1980—1981 років, коли Радянський Союз попри всі погрози так і не ввів війська до Польської Народної Республіки[3]. Причина була в бойовому патріотичному та антиросійському дусі польського народу. Для підтримання контролю над польським суспільством СРСР мусив би ввести 45 дивізій, а СРСР, НДР і Чехословацька Соціалістична Республіка, як виявилося, на той час разом могли виділити лише 18. Кремль обмежився тим, що нав'язав польській державі режим воєнного стану на чолі з начебто «перевіреним» міністром оборони генералом армії Войцехом Ярузельським.

## Кінець дії доктрини
Кінець дії «доктрини Брежнєва» настав з кінцем брежнєвського періоду «стабільності» або «застою», та початком «перебудови», коли СРСР на чолі з Політбюро ЦК КПРС вже був неспроможний фінансувати нові закордонні агресії.
Новий голова радянської держави Михайло Горбачов відмовився від військового втручання у польські справи у 1989 році, коли за результатами перших альтернативних виборів у Польщі «Солідарність» перемогла ПОРП.
Під час зустрічі з президентом США Джорджем Бушем на Мальті у грудні 1989 року Михайло Горбачов заявив:
Ми — за мирні зміни, ми не хочемо втручання і не втручаємося в майбутні процеси. Нехай народи самі, без втручання, вирішують, як їм бути.

## В інших комуністичних країнах
Радянський Союз був не єдиною комуністичною країною, яка здійснила військове втручання в сусідні країни. В’єтнам скинув червоних кхмерів у камбоджійсько-в’єтнамській війні 1978, за якою послідувала помста китайське вторгнення до В’єтнаму під час китайсько-в’єтнамської війни 1979.